# Vavřinec (Boêmia Central)
Vavřinec é uma comuna checa localizada na região da Boêmia Central, distrito de Kutná Hora.